# Ercheia forsayethi
Ercheia forsayethi là một loài bướm đêm trong họ Noctuidae.